# نیکو گورزل
نیکو گورزل (انگلیسی: Nico Gorzel؛ زادهٔ ۲۹ ژوئیهٔ ۱۹۹۸) بازیکن فوتبال اهل آلمان است.